# Вулиця Оборони Києва
Ву́лиця Оборони Києва — вулиця у Святошинському районі міста Києва. Пролягає від Житомирського шосе до кінця забудови (продовженням слугує одна із вулиць села Білогородка). 

## Історія
Вулиця виникла під проектною назвою 19-й км Житомирського шосе як дорога від Житомирського шосе до Білогородки. Сучасну назву набула 2015 року.
Тут проходила одна із ліній оборони проти російської армії в 2022 році. (На підступах до Білогородки).